# Perintis (Rimbo Bujang)
Perintis is een bestuurslaag in het regentschap Tebo van de provincie Jambi, Indonesië. Perintis telt 9870 inwoners (volkstelling 2010).